# Тетрахлородикарбонилдиплатина
Тетрахлородикарбонилдиплатина — неорганическое соединение,
хлорпроизводное карбонильного комплекса платины
с формулой Pt2(CO)2Cl4,
желтые кристаллы,
реагирует с водой.

## Получение
- Пропускание монооксида углерода через нагретый хлорид платины(II) [1]:

{\displaystyle {\mathsf {2PtCl_{2}+2CO\ {\xrightarrow {220^{o}C}}\ Pt_{2}(CO)_{2}Cl_{4}}}}

## Физические свойства
Тетрахлородикарбонилдиплатина образует желтые кристаллы.

## Химические свойства
- Реагирует с кислотами.